# Col de Valparola
Le col de Valparola se situe à 2 168 mètres d'altitude, dans les Dolomites, à la frontière entre les provinces italiennes de Bolzano (Trentin-Haut-Adige) et de Belluno (Vénétie). Il constitue la ligne de partage des eaux entre les systèmes fluviaux de l'Adige et du Piave.

## Toponymie
Le col tire son nom des fours qui étaient autrefois situés près du col. Valparola est la traduction latine du mot allemand Eisenofenalpe. Ces fours, désormais en ruines, étaient encore en usage au XVIe siècle.

## Géographie
Le col se situe à 2 168 mètres, légèrement en amont du petit lac homonyme. La route monte depuis Badia jusqu'à 2 192 mètres où il y a un parking et un musée, puis descend vers le col de Falzarego, qui n'est situé qu'à quelques kilomètres au sud-est.

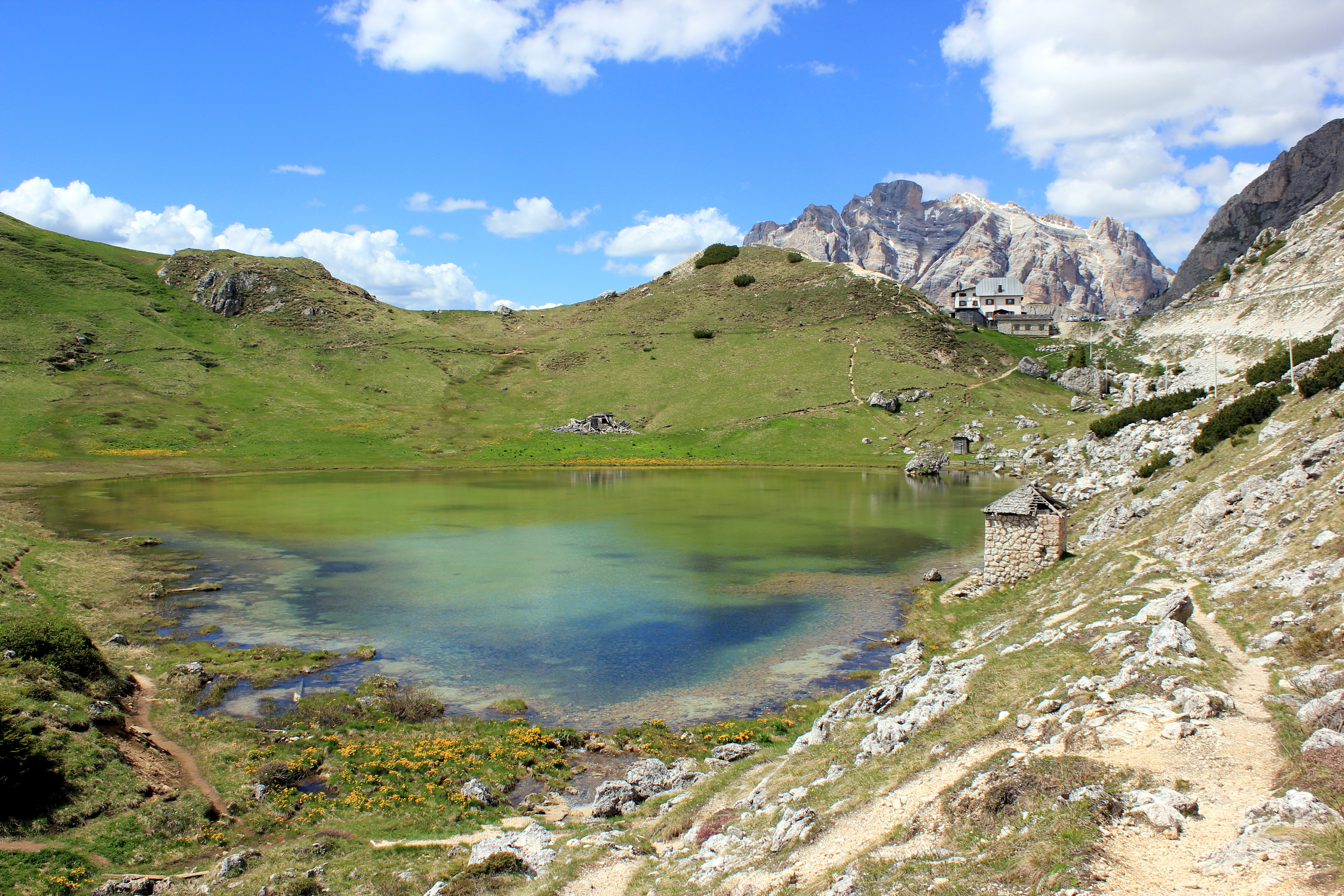
Le lac de Valparola.
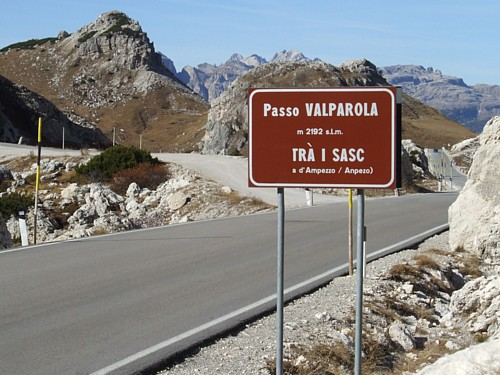
Le panneau du col.

## Cyclisme
L’ascension du col de Valparola, classée en 1re catégorie, est effectuée lors de la 19e étape du Giro 2023. Derek Gee passe ce col en tête.